# Radvanovská lípa
Radvanovská lípa je památný strom lípa velkolistá (Tilia platyphyllos) v Radvanově, místní části obce Josefov v okrese Sokolov v Karlovarském kraji. Solitérní strom roste na svažujícím se hřbetu u okraje pole v západní části Radvanova.
Obvod kmene s několika podélnými rýhami a silnými kořenovými náběhy měří 341 cm, hustá a bohatě větvená koruna srdcovitého tvaru dosahuje do výšky 19 m (měření 2013). Vrchol stromu byl kdysi pravděpodobně zasažen bleskem. V důsledku toho je vykrojený a na kmeni zůstala zacelená jizva.
Lípa je chráněna od roku 2015 jako krajinná dominanta, strom významný habitem a vzrůstem.

## Stromy v okolí
- Radvanovský klen
- Pavlíčkův dub
- Hřebenské lípy
- Klen u Krajkové
- Obecní lípa v Krajkové
- Kaštan v Markvarci